# Caráter de Dirichlet

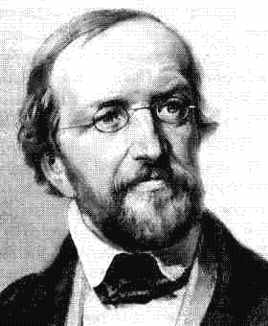
Johann Peter Gustav Lejeune Dirichlet

Em teoria dos números, caráteres de Dirichlet são certas funções aritméticas as quais surgem de caráteres completamente multiplicativos sobre unidades de {\displaystyle \mathbb {Z} /k\mathbb {Z} }. Caráteres de Dirichlet são usados para definir funções L de Dirichlet, as quais são funções meromorfas com uma variedade de interessantes propriedades analíticas.
Se {\displaystyle \chi } é um caráter de Dirichlet, define-se sua série L de Dirichlet por
{\displaystyle L(\chi ,s)=\sum _{n=1}^{\infty }{\frac {\chi (n)}{n^{s}}}}
onde s é um número complexo com parte real > 1. Por extensão analítica, esta função pode ser estendida à função meromorfa sobre todo o plano complexo. Funções L de Dirichlet são generalizações da função zeta de Riemann e aparecem proeminentemente na hipótese generalizada de Riemann.
Caráteres de Dirichlet são nomeados em honra de Johann Peter Gustav Lejeune Dirichlet.